# Бобан Савковић
Бобан Савковић (рођен 18. октобар 1961, Приштина) је српски архитекта, урбаниста и оснивач интернет портала за уметност и културу P.U.L.S.E. Активно учествује у урбанизму, архитектури и културном новинарству.

## Образовање и професионални рад
Савковић је рођен у Приштини, где је живео до августа 1999. године. Као урбаниста, учествовао је у изради различитих урбанистичких планова, укључујући Generalni plan Prištine и Regulacioni plan centra Prištine. Био је члан председништва Салона урбанизма Србије. Члан је Инжењерске коморе Србије са лиценцама за архитекту и урбанисту.
Као архитекта, аутор је више пројеката и изведених објеката. Добио је трећу награду на конкурсу за Храм Христа Спаса у Приштини, као и друга признања на конкурсима за пословни центар у Приштини, хотел у Улцињу, пословни центар у Бања Луци, Convivial Spaces у Истанбулу, гимназију у Краљеву, блок 11 у Новом Београду, стамбено-пословни објекат у Београду, Хришћанско-адвентистичку цркву у Приштини, градски хотел и анексе Економског факултета у Приштини.

## P.U.L.S.E Magazin
Године 2009. основао је P.U.L.S.E, непрофитни интернет портал посвећен уметности и култури. Портал објављује текстове о филму, музици, књижевности, филозофији, психологији, социологији, религији, историји и другим темама. До сада је објављено више од 6.800 текстова, а за портал је писало више од 550 аутора. Савковић је главни уредник свих верзија сајта на српском, енглеском и француском језику  и аутор више од седамдесет текстова. Активно управља присуством портала на друштвеним мрежама, укључујући Facebook, X, Instagram, Mixcloud и YouTube.

'Tell me and I’ll forget; show me and I may remember;
involve me and I’ll understand;

תגיד לי ואני לא אשכח; להראות לי ואני
יכול לזכור; לערב אותי ואני אבין
قل لي وسوف أنسى، تبين لي وأتذكر؛ تشرك بي وأنا أفهم عليك
Скажите мне, и я забуду; покажи мне, и я помню,
'привлекать меня, и я пойму;

Реци ми и ја ћу заборавити, покажи ми и запамтићу,
'укључи ме и разумећу;''''

## Допрinos у урбанизму и архитектури
Савковић је радио на урбанистичким и архитектонским пројектима који комбинују локалне и културне аспекте. Његов рад се може посматрати као пример како архитектура и урбанизам могу допринети културној и друштвеној размени у локалним заједницама Балкана.

## Медијски наступи и интервјуи
Савковић је био гост у емисији ["Америчка прича о успеху"] на Радио Београд 2, а такође је дао интервју за црногорски портал Pobjeda. О његовом раду и порталу P.U.L.S.E писали су и други медији, укључујући Amplitude Magazin и портал Banjalučanka.com.

## Спољашње повезнице
- P.U.L.S.E Magazin
- P.U.L.S.E World Edition
- P.U.L.S.E France
- Facebook
- X
- Instagram
- Mixcloud
- YouTube